# Лясковець (Лодзинське воєводство)
Лясковець (пол. Laskowiec) — село в Польщі, у гміні Здунська Воля Здунськовольського повіту Лодзинського воєводства.
У 1975-1998 роках село належало до Серадзького воєводства.